# Benátská charta
Benátská charta (Mezinárodní charta o konzervaci a restaurování památek a sídel) je mezinárodní listina stanovující pravidla památkové péče. Byla schválena na II. Mezinárodním kongresu architektů a techniků historických památek v Benátkách v roce 1964. Na její přípravě se podílel a za Československo ji podepsal historik umění Jakub Pavel. Činnost okolo Benátské charty pokračovala vznikem Mezinárodní rady pro památky a sídla (zkráceně ICOMOS) ve Varšavě v roce 1965.
Charta navazovala na Athénskou chartu, která v roce 1931 mimo jiné stanovila základní mezinárodně platné principy pro moderní památkovou péči. Benátská charta stručně definuje základní pojmy, postupy konzervace, restaurování, vykopávek a dokumentace. Její obsah byl několikrát revidován (mj. v letech 1993, 1995, 2010).